# Église Saint-Nicolas de Pertuis
Pour les articles homonymes, voir Église Saint-Nicolas.
L'église Saint-Nicolas est une église fondée en 1398 dans la commune de Pertuis.
Elle est classée monument historique depuis le 14 octobre 1911,.

## Historique

### Origines
Le nouveau portail de la chapelle Saint-Nicolas est cité en 1198. Cette chapelle est sous la dépendance de l'église Saint-Pierre. Au milieu du XIVe siècle, Saint-Nicolas devient paroisse annexe de l'église Saint-Pierre et le culte est célébré par un curé et plusieurs prêtres.
Entre 1357 et 1362, le comte d'Armagnac, Arnaud de Cervole et Henri de Transtamare assiégèrent tour à tour Pertuis. Située à proximité du rempart, l'église Saint-Pierre subit de nombreux dégâts.[style à revoir]
En 1397 le prince Charles de Tarente et le sénéchal Georges de Marlio placent leurs bombardes devant les remparts de Pertuis, fief du rebelle Raymond de Turenne. L'église Saint-Pierre menace de s'écrouler, son mobilier est transféré dans l'église Saint-Nicolas qui devient église paroissiale le 25 janvier 1398.

### Construction

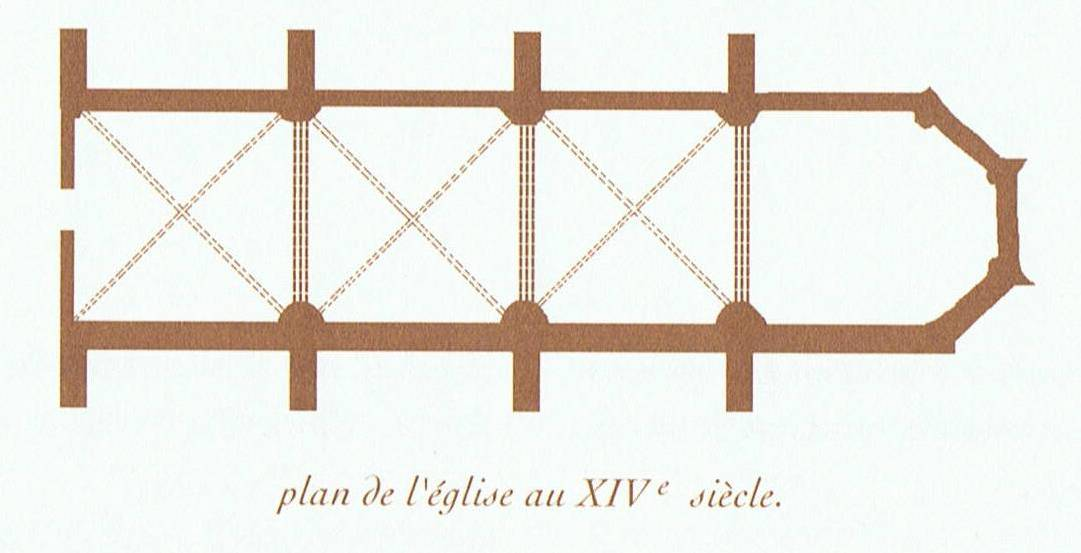
L'église au XIV.

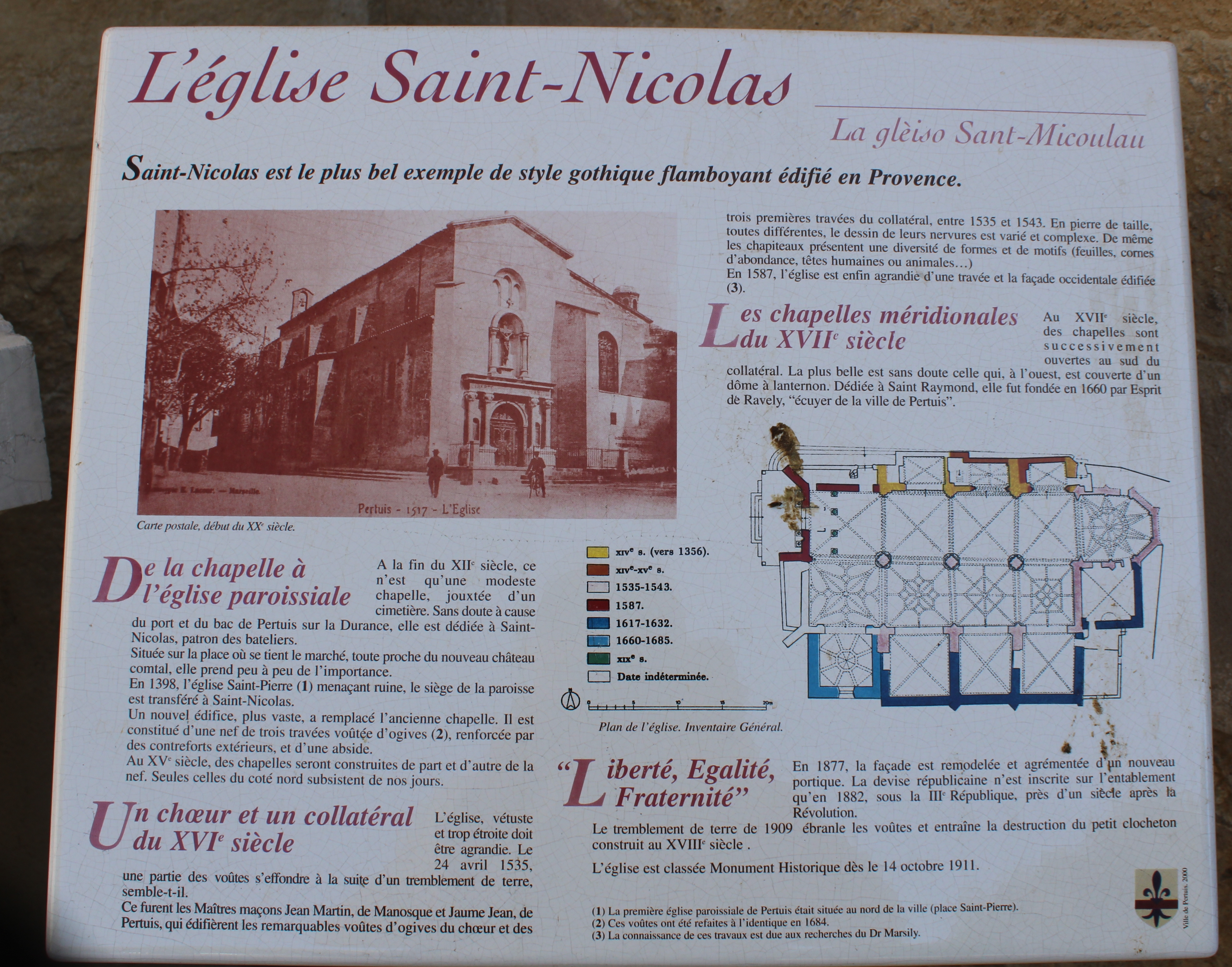
Historique et plan de l'église.

L'église Saint-Nicolas n'a cessé de s'agrandir pendant quatre siècles.
En 1398 l'église avait une nef unique à trois travées, voûtée d'ogives, étayée par de puissants contreforts extérieurs, un petit chœur polygonal et un sol en terre battue.

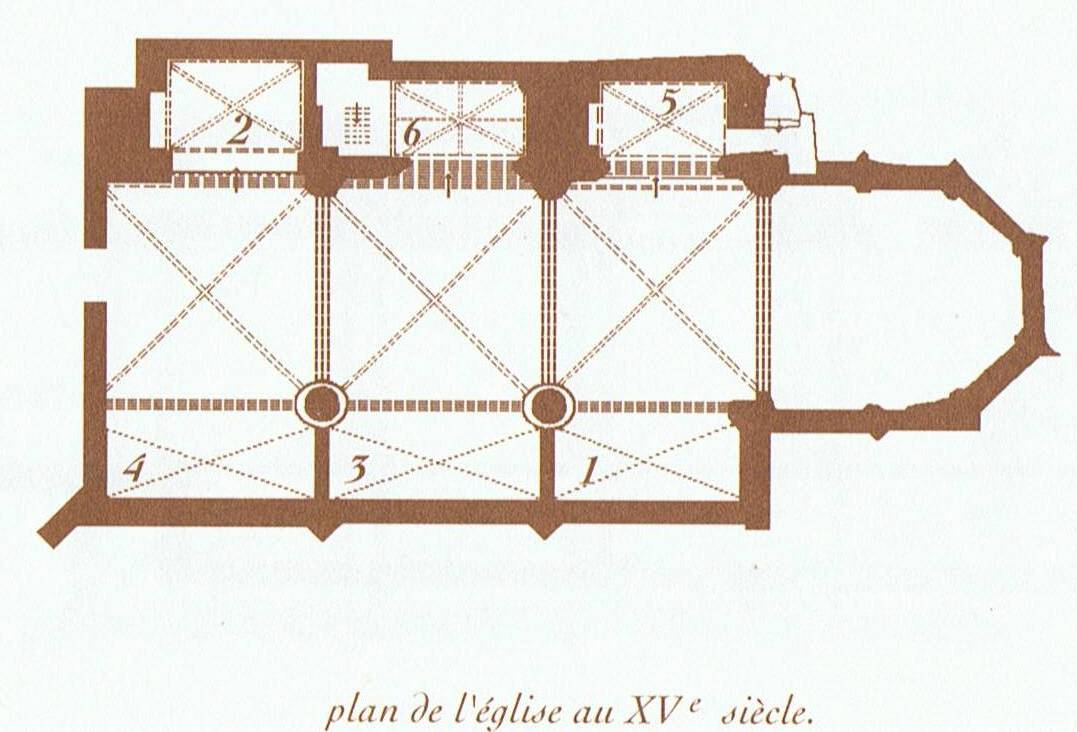
L'église au XV.

Au XVe siècle, des chapelles latérales édifiées par les confréries pieuses prennent place entre les contreforts de part et d'autre de la nef. Ce sont les chapelles Saint-Antoine (1404) (no 1 sur la photo), Sainte-Anne (1422) (no 2), Saint-Jacques (1427) (no 3), Saint-Honorat et Sainte-Marte (1450) (no 4), Saint-Sébastien (1467) (no 5) et Saint-Éloi (1472) (no 6) .
Ce n'est qu'en mars 1482 que les fonts baptismaux de l'église Saint-Pierre sont enfin transférés à Saint-Nicolas.
Seules les trois chapelles Nord sont aujourd'hui conservées dans leur aspect d'origine.

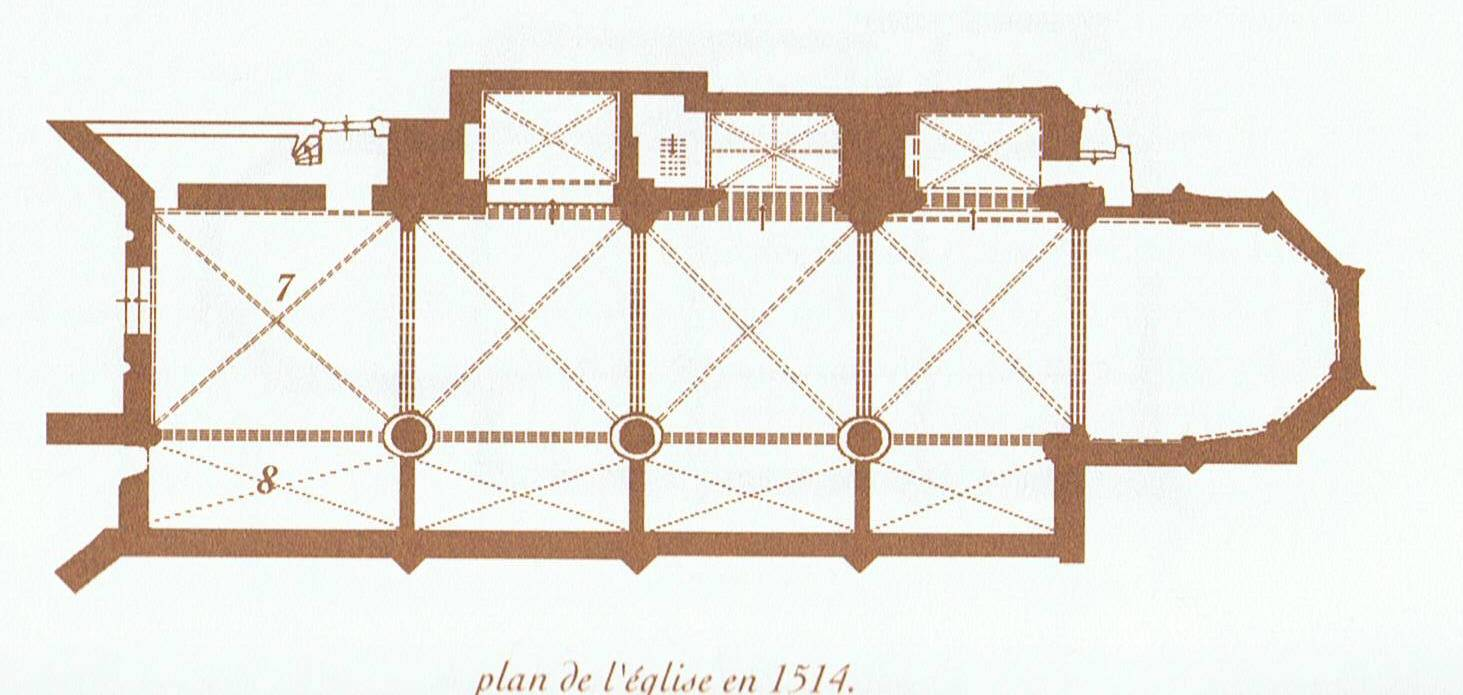
L'église en 1514

Au XVIe siècle, l'abbé de Montmajour, prieur de Pertuis et la communauté font construire une quatrième travée de nef à l'ouest des trois déjà existante (no 7).
Elle est flanquée au sud d'une chapelle latérale, appelée chapelle de Monseigneur ou chapelle de l'abbé (no 8).

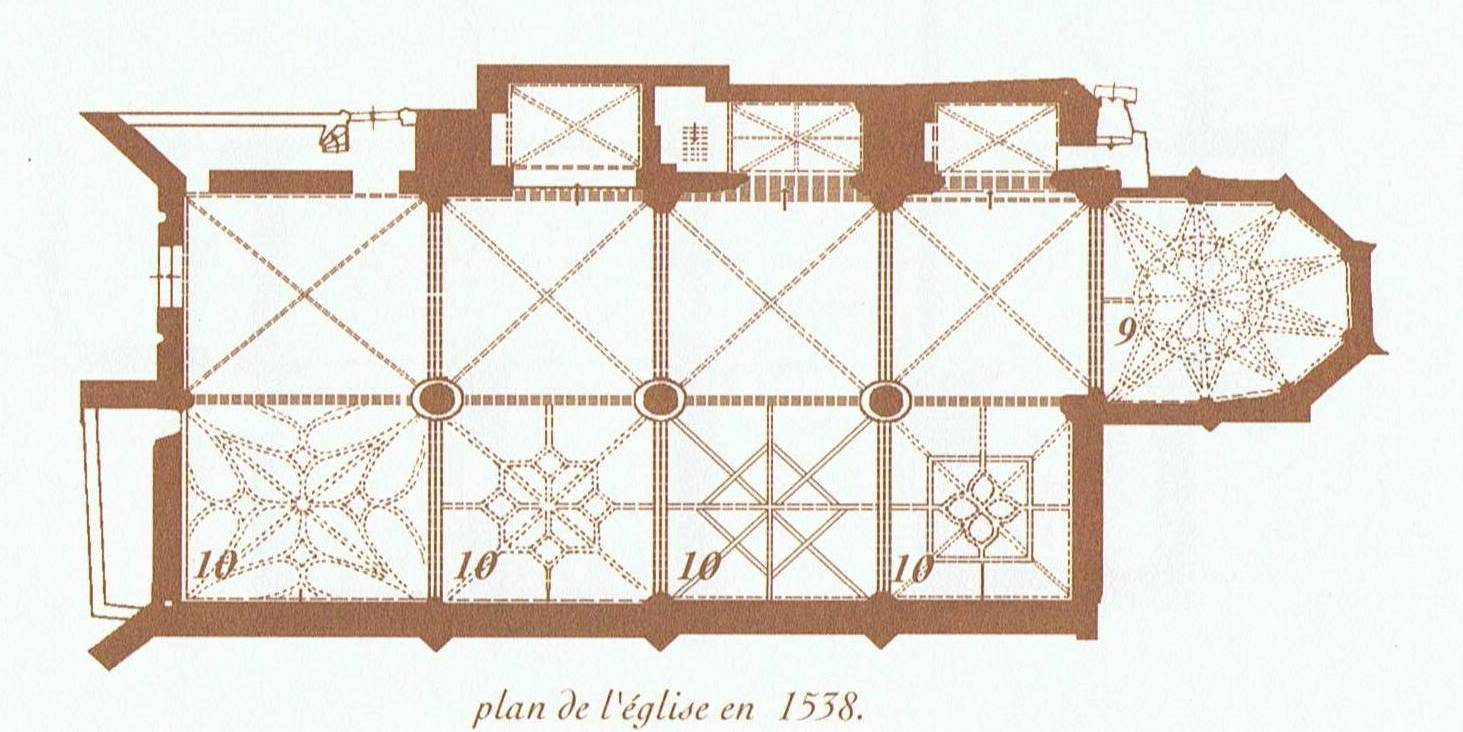
L'église en 1538

Le 24 avril 1535, à la suite d'un tremblement de terre, une partie des voutes s'effondre.
Un maçon de Manosque, Jean Martin, reconstruit et agrandit le chœur de l'église (no 9) et entreprend la construction d'un collatéral, côté sud, sur l'emplacement des chapelles latérales (no 10). Un deuxième bas-côté devait être construit sur l'emplacement des chapelles latérales nord, mais le projet fut abandonné faute de moyens financiers.
En 1536, les armées de Charles Quint envahissent la Provence; le chantier est interrompu et les voûtes non couvertes du collatéral s'effondrent.
Les travaux reprennent en 1538. Jacques Jehan, maçon de Pertuis aide Jean Martin.

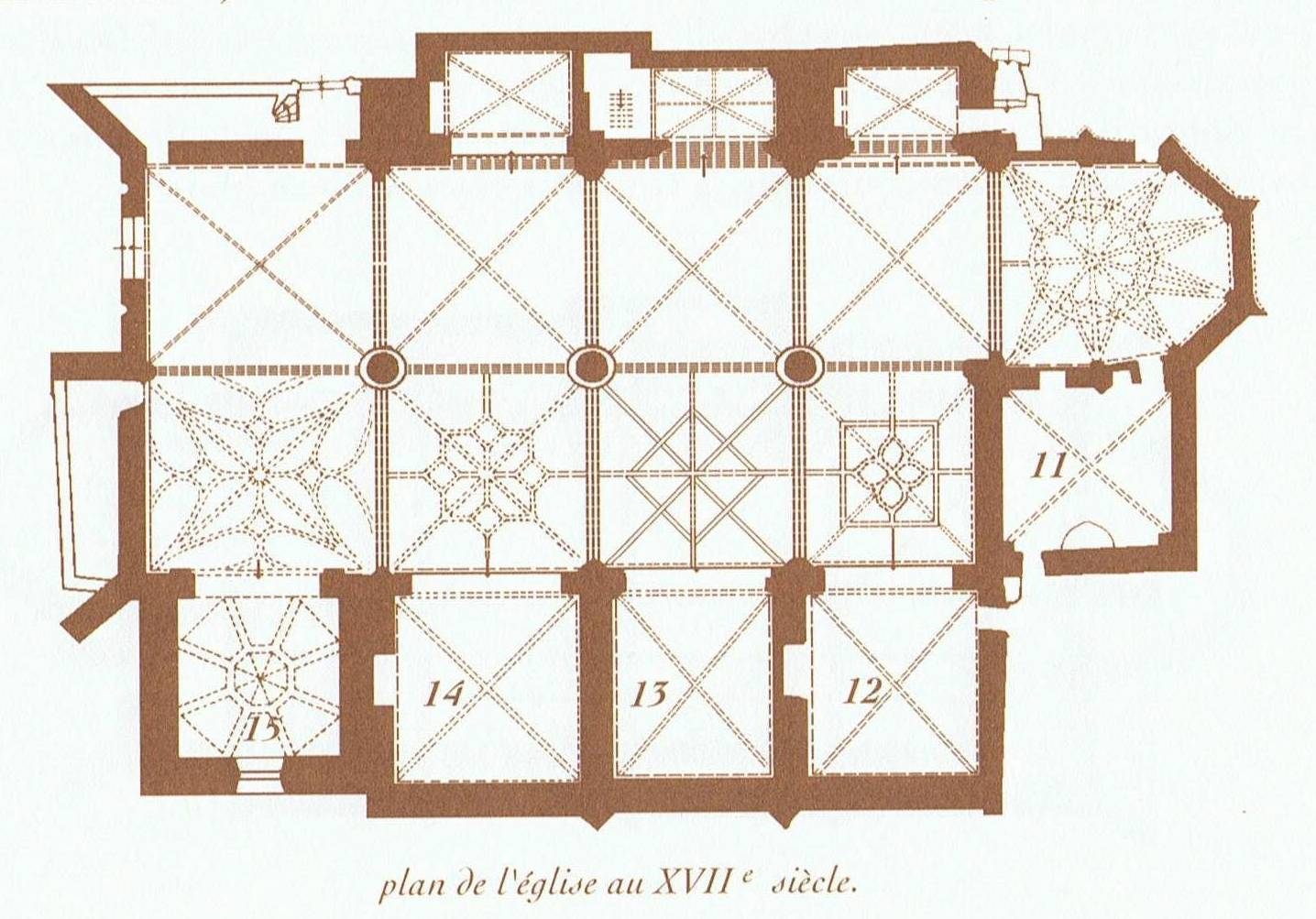
L'église au XVII.

En 1603, Pascal et Claude Roland, terminent les travaux de la sacristie (no 11) grâce au don d'argent de Barthélemy Thomassin, moine de Montmajour. En 1606, il finance la réalisation de la grande porte en noyer doublée de résineux.
Finalement au XVIIe siècle avec la construction de chapelles latérales méridionales, l'église prend sa physionomie actuelle. Construction en 1617 de la chapelle Sainte-Venture ou Sainte-Victoire (no 12), en 1627 chapelle du Rosaire (no 13), 1632 chapelle Saint-Honorat et Saint-Antoine (no 14) et 1660 chapelle Saint-Raymond (no 15), fondée par Esprit Ravely, notable Pertuisien, couverte d'une coupole à lanternon.
Les ogives de la nef principale sont reconstruites entre 1671 et 1685, comme l'attestent les deux chronogrammes inscrits sur les clés de voûtes des deux premières travées.

## L'église actuelle

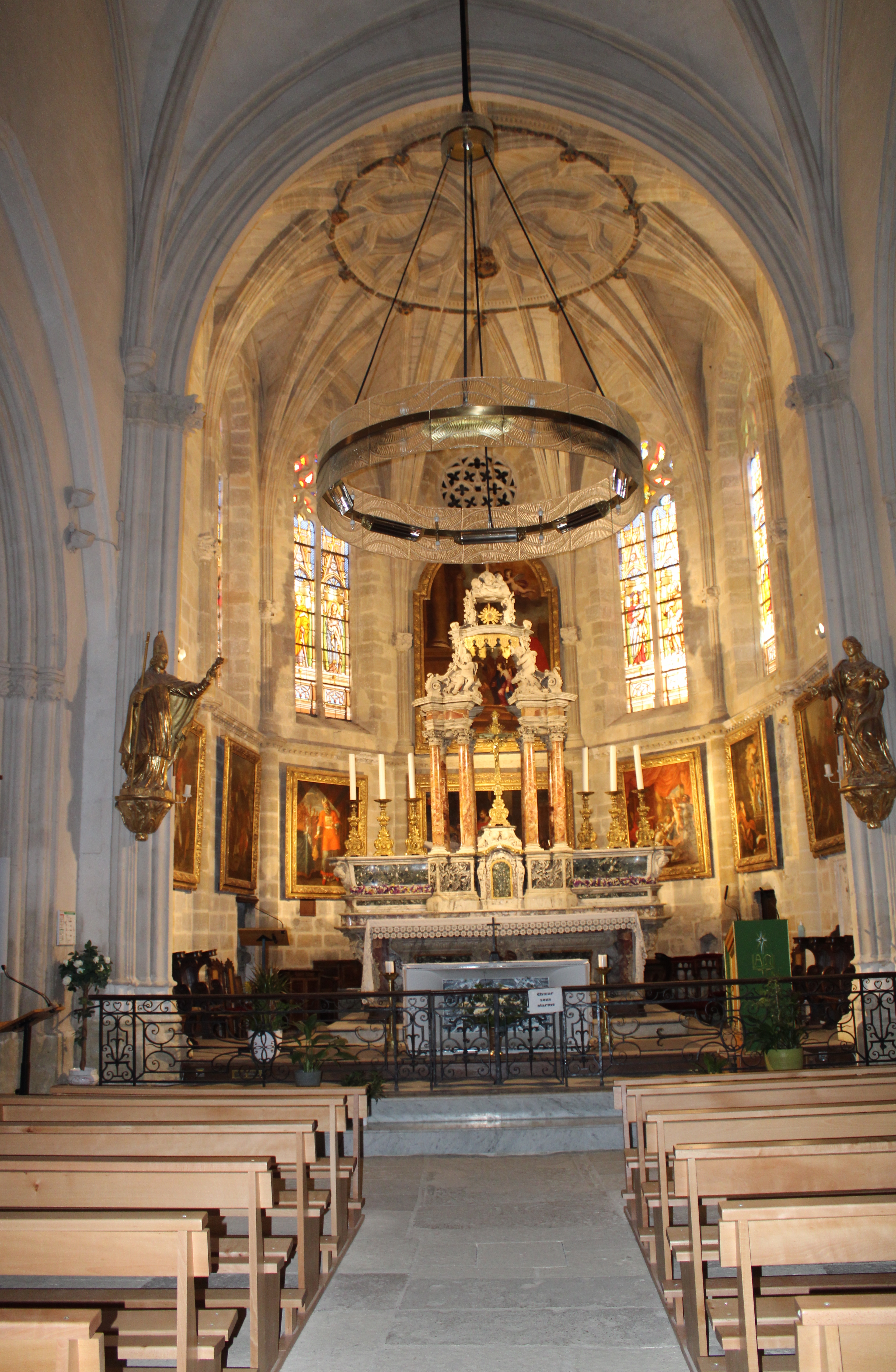
La nef de l'église.
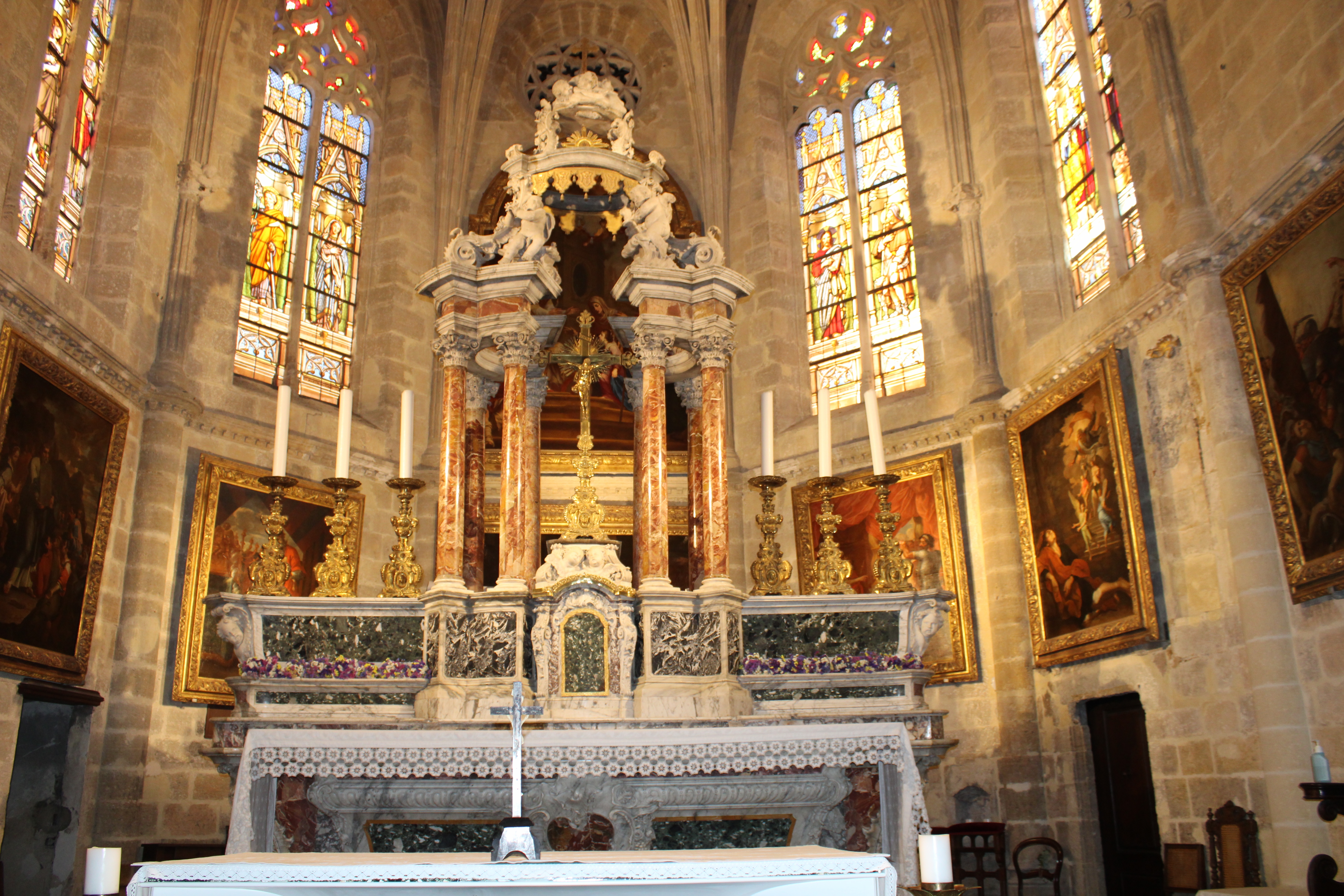
Le choeur de l'église.
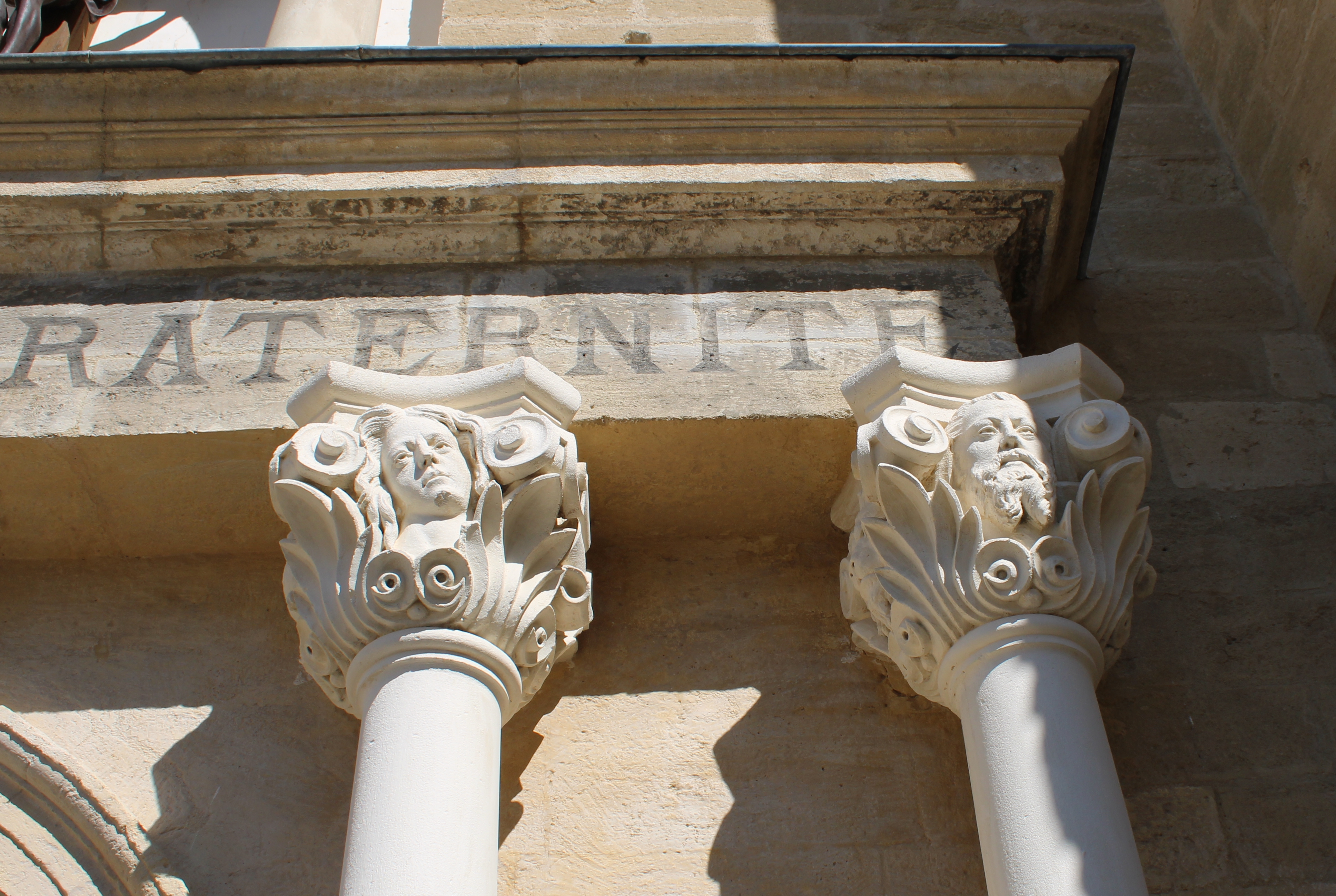
Détail des sculptures du portail.
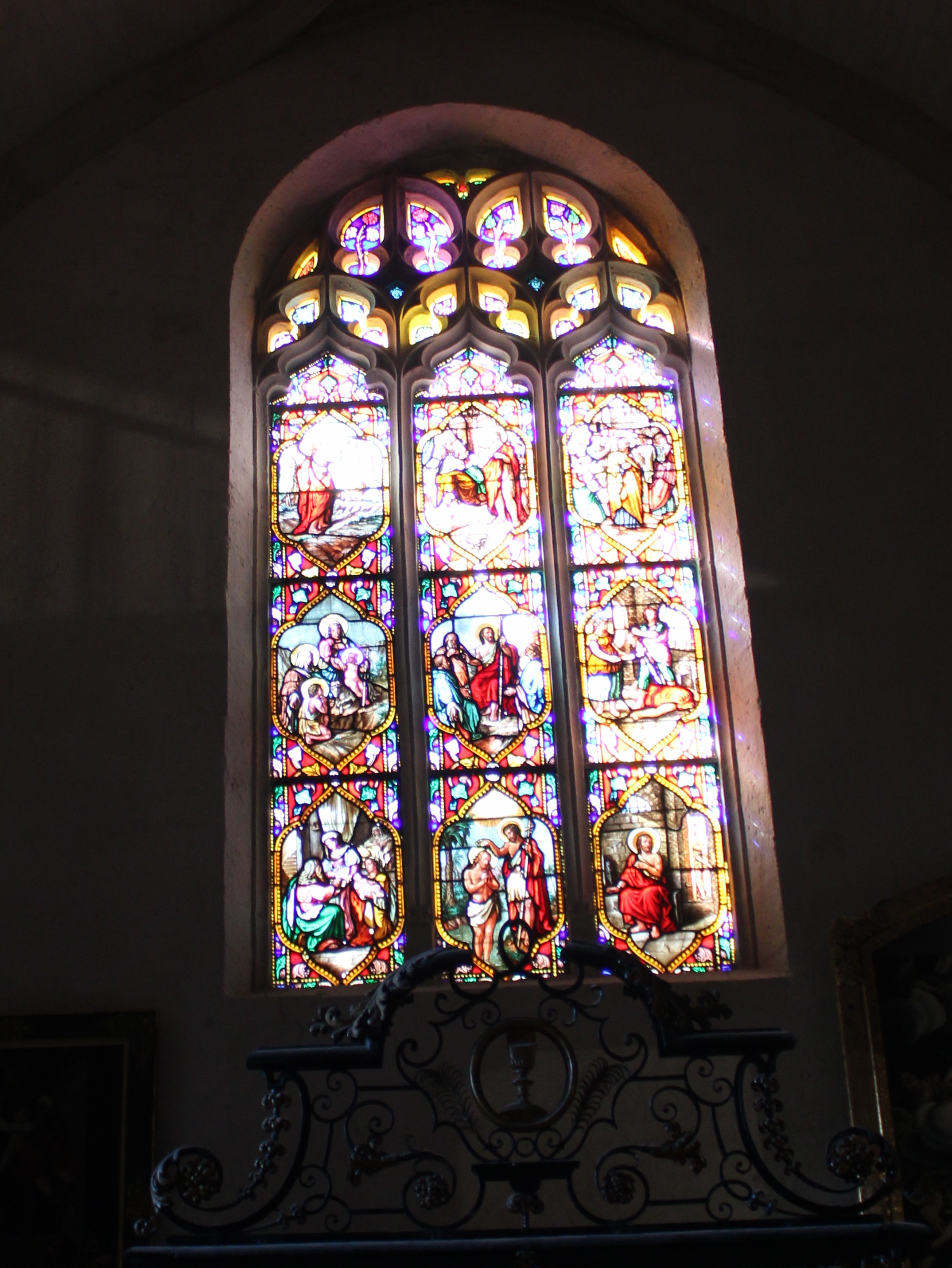
Un vitrail.

## L'orgue
Un instrument est édifié dans l'église après 1493 et avant 1514 (renseignement figurant dans le testament du prêtre Nicolas Revel rédigé le 21 décembre 1514 en présence de Jehan de Posse, notaire, qui décrit les biens du clergé de l'époque). Par contre il n'est fait mention ni du facteur, ni de la composition de l'instrument, par contre on sait qu'il était fort petit.
L'orgue de l'église Saint-Nicolas de Pertuis a été construit par Pierre Marchand (un des trois facteurs d'orgue qui se partageaient les travaux en Provence à cette époque) en 1601 et 1602. On peut comparer la composition de l'orgue de Pertuis avec l'orgue de la Major à Marseille (inauguré le 7 juin 1615) qui est le plus grand instrument de Marchand. Cet orgue comporte 14 jeux et possède 7 pédales au ton de douze pieds. Il a couté 1 800 livres.
Cet orgue est restauré en 1774-1775 par le Sieur Duges, qui avait restauré l'orgue de Saint Victor à Marseille en 1771 avant de restaurer celui de Cucuron en 1786-1787.
En 1825 l'orgue est reconstruit par Charles Gazeau et Jean-François Borme fils, facteurs d'orgue de la ville de Marseille. L'Orgue avait la composition suivante : Grand Orgue avec 54 notes, le récit de 30 notes (à partir de ut3 et la pédale d'une octave. L'orgue fut complété en 1857 par Goll.

## Personnalité
- Le comte Victor Riqueti de Mirabeau (1715-1789) y fut baptisé[3].